# Tomáš Gongol
Tomáš Gongol (* 20. dubna 1978 Frýdek-Místek) je český právník a vysokoškolský pedagog, od března 2023 rektor Slezské univerzity v Opavě, v letech 2010 až 2014 místostarosta obce Nošovice.

## Život
Vystudoval Gymnázium Petra Bezruče ve Frýdku-Místku. V letech 1997 až 2002 absolvoval Právnickou fakultu Univerzity Palackého v Olomouci (získal titul Mgr.), doktorát v oboru mezinárodní hospodářské a obchodní právo získal v letech 2005 až 2009 na Vysoké škole ekonomické v Praze a tamtéž byl na počátku roku 2019 jmenován docentem v oboru obchodní právo.
Nejdříve působil v letech 2002 až 2004 jako právní analytik na Kriminalistickém ústavu Policie České republiky. V roce 2004 nastoupil jako odborný asistent na Slezskou univerzitu v Opavě, postupně působil na její Obchodně podnikatelské fakultě v Karviné v několika funkcích. Z pozice proděkana pro studijní a sociální záležitosti, kterou zastával od roku 2013, se v roce 2015 posunul na celouniverzitní post prorektora, nejdříve pro studijní a sociální záležitosti a od roku 2019 pro strategii a komunikaci. Profesně se zaměřuje zejména na oblast obchodního práva a práva duševního vlastnictví se zaměřením na jejich aplikaci v oblasti moderních komunikačních technologií.
V komunálních volbách v roce 2010 byl jako nezávislý zvolen zastupitelem obce Nošovice na Frýdecko-Místecku. V letech 2010 až 2014 působil zároveň jako místostarosta obce.
Na začátku listopadu 2022 byl akademickým senátem zvolen kandidátem na funkci rektora Slezské univerzity v Opavě. V lednu 2023 jej prezident Miloš Zeman do této funkce jmenoval, a to s účinností od 1. března 2023.
Tomáš Gongol je ženatý, společně se svou manželkou Michaelou dlouhodobě pomáhá osiřelým dětem v Africe v rámci organizace Bez mámy.